# 6923 Borzacchini
6923 Borzacchini este un asteroid din centura principală de asteroizi.

## Descriere
6923 Borzacchini este un asteroid din centura principală de asteroizi. A fost descoperit pe 16 septembrie 1993 la observatorul astronomic Santa Lucia din Stroncone. Asteroidul prezintă o orbită caracterizată de o semiaxă mare de 2,99 ua, o excentricitate de 0,08 și o înclinație de 10,5° în raport cu ecliptica.